# Robert Auguste Moog
Robert Auguste Moog, dit Bobby puis Pierre, né le 28 février 1915 dans le 14e arrondissement de Paris et mort à une date et un lieu indéterminés après 1948, est un collaborateur français.
Robert Moog fut, en France, un redoutable agent de l'Abwehr, puis de la Gestapo pour laquelle il fut, à Lyon, un collaborateur de Klaus Barbie. Son action a conduit à la chute de plusieurs réseaux de la Résistance associée à l'arrestation de très nombreux résistants dont le général Charles Delestraint et Jean Moulin.

## Origines familiales
Robert Moog, né à la maternité Port-Royal, est le fils d'Alice Marie Schneider, blanchisseuse, alors âgée de 17 ans. Il est légitimé par sa mère et son père, Auguste Moog, tailleur d'habits, le jour de leur mariage à la mairie du 18e arrondissement de Paris le 24 juillet 1915
Alice Schneider, sa mère, est née à Paris, 18e arrondissement, le 20 juillet 1897 et décédée à Montfermeil, Seine-Saint-Denis) le 12 mai 1971. Ses parents étaient Charles Schneider (1867-1906) et Léonie Joséphine Meige (1869-1962).
Auguste Moog, son père, est né dans le 19e arrondissement de Paris le 14 décembre 1889. Ses parents étaient Jean-Jacques Moog (journalier) né le 24 février 1853 à Wasselonne, (Bas-Rhin) et Marguerite Eckenfels.
Il ressort de ces informations généalogiques que Robert Moog, né à Paris, de parents de condition modeste, eux-mêmes nés à Paris, avait un ancrage parisien bien avéré même si ses grands parents paternels étaient Alsaciens. Or, selon les circonstances, Robert Moog s'est affiché tantôt comme Français et Alsacien, tantôt comme Allemand car il semble avoir eu une maîtrise parfaite de la langue allemande.
Robert Moog épousa Andrée Augustine Marie Juhel, née à Dol-de-Bretagne le 4 avril 1913, par un acte de mariage passé le 11 janvier 1936 à Paris, dans la mairie du 18e arrondissement. Il y est mentionné « employé de commerce ».

## Agent de l'Abwehr puis de la Gestapo
À la différence d'agents qui furent ses collaborateurs et qui étaient des transfuges de réseaux de la Résistance tels que Lucien Doussot et Jean-Paul Lien, transfuges de Combat, Jean Multon, de l'Armée des Volontaires, Robert Moog apparaît comme ayant eu un engagement précoce en tant qu'agent de pénétration au service de l'Allemagne nazie. Selon le général Devigny, Moog aurait même été formé en Allemagne, avant la guerre, pour être un membre de la Cinquième colonne.

### Une recrue de Kramer: l'agentK 30
Né le 9 décembre 1893, à Kandern, le capitaine Eugen Kramer, alias Gegauf, appartenait, en tant que membre de l'Abwehr, à l'AST (Abwehrstelle) du district de Stuttgart avant la guerre, puis à l'AST de Dijon pendant l'Occupation. On lui confia une antenne à Paris où, tout en dépendant de l'AST de Dijon, il créa un réseau d’agents immatriculés par un numéro précédé de la lettre K (K comme Kramer). Retourné en Allemagne à la fin de la guerre, pour y exercer un métier d'ingénieur, Kramer revint en France pour témoigner sur les fonctions remplies par les agents français qu'il avait recrutés.
Kramer déclara : « Moog était l'agent K30, qui a travaillé pour l'antenne Abwehr de Dijon depuis 1942. Il a été recruté par K 4 qui a été l'agent de liaison entre K 30 et moi-même ». K4 était René Saumande, membre du PPF (Parti populaire français). Moog prit rapidement une ascendance telle que Kramer lui confia des responsabilités importantes.

### L'affaireJura: la chute du réseau SOE PRUNUS
Jura ou Jura fall est le nom donné par l'Abwehr à une opération visant à pénétrer les réseaux de résistance du midi de la France. Pilotée par Eugen Kramer, son succès est à mettre au compte de Robert Moog, alias K 30, comme l'a reconnu Eugen Kramer qui déclara : 

« Dans l'affaire Jura, K 30 a rendu de grands services par son intervention personnelle (...) Le déroulement de l'affaire Jura était entièrement le travail de K 30. »

La première victime fut le réseau SOE PRUNUS (Special Operations Executive) dont la section toulousaine fut totalement défaite, avec une grande majorité de ses membres arrêtés, mais les prolongements lyonnais devaient être infiniment plus graves encore.
Robert Moog dit Bobby, s'était fait recruter comme contremaître au sein de la Poudrerie de Toulouse afin d'y servir d'appât, compte tenu de l'attraction exercée sur les résistants par cette entreprise au service de l'effort de guerre allemand. Il s'y afficha comme un Alsacien ayant des sympathies pour la Résistance, dans l'attente d'une opportunité. Elle se présenta avec François Hitter, un lieutenant français, Alsacien lui aussi, et représentant toulousain du réseau Gilbert, un réseau de renseignement mais non d'exécution piloté depuis la Suisse par le colonel Georges Groussard et œuvrant pour le compte du Secret Intelligence Service (SIS). Hitter approcha Moog qui sut endormir sa méfiance la plus élémentaire. Moog se proposa à Hitter pour réaliser lui-même ce sabotage.
Auparavant des membres du réseau toulousain SOE PRUNUS, dont en particulier Marcel Petit, directeur de l'École vétérinaire de Toulouse, avaient déjà élaboré un projet de sabotage. Le chef du réseau, Maurice Pertschuk, ne voulut pas le mettre en œuvre sans l'aval du SOE à Londres. Entre-temps, le SIS avait transmis au SOE, à Londres, la proposition de Hitter. Le SOE la retint et chargea le réseau toulousain PRUNUS de son exécution.
Le témoignage d'André Devigny, alors lieutenant français, camarade de promotion de François Hitter, en tant qu'élève officier de l'École de Saint-Maixent, et comme lui membre du réseau Gilbert, est très éclairant puisqu'il participa aux réunions préparatoires avec Moog. Il en restitue les échanges verbaux dans son livre Je fus ce condamné. Au bilan, comme le reconnut Devigny, l'intervention de Hitter se révéla catastrophique. La plupart des membres de la section toulousaine du réseau PRUNUS dont Maurice Pertschuk, Marcus Bloom, Marcel Petit, Jean d'Aligny, furent arrêtés et déportés. Ceux qui ne le furent pas, dont Philippe de Gunzbourg, rejoignirent le réseau Hilaire-Wheelwright. La section de Montréjeau poursuivit ses activités sous la conduite de Pierre Labayle, puis, après son arrestation, intégra le réseau Hilaire-Wheelwright.

### Prolongements à Lyon

#### La pénétration du réseau Gilbert
Avant d'opérer les arrestations sur Toulouse, Moog avait entraîné Hitter sur Paris pour lui présenter un projet encore plus intéressant que la poudrerie, en fait pour l'éloigner de Toulouse et le faire arrêter à l'arrivée, tout en se faisant arrêter lui-même pour donner le change. Moog revint aussitôt à Toulouse pour y procéder aux arrestations des membres du réseau PRUNUS. Puis, fort des informations qu'il avait recueillies en pénétrant le réseau Gilbert, il partit aussitôt sur Lyon puisque toute l'action de ce réseau partait de cette ville. Dans le train, il fit arrêter l'agent de liaison du réseau Gilbert entre Toulouse et Lyon, avec tout le courrier, et il prit sa place.
Sur la base des indications fournies par Moog, une blanchisserie au 4 de la rue Béchevelin, dans le quartier de la Guillotière, qui servait de boîte à lettres au réseau Gilbert est investie par la Gestapo dès le 15 avril 1943 et transformée en souricière. La première victime est le capitaine Claude Bulard venu retirer son « courrier » ; en arrivant, Bulard saisit l'anormalité de la situation et s'enfuit. Moog l'abat de deux coups de feu tirés dans le dos, sous le regard de SS allemands qui surveillaient les lieux, dont Klaus Barbie, qui sont impressionnés par sa rapidité d'exécution et sa détermination. Moog se saisit des papiers de Bulard qui sera une de ses nombreuses fausses identités.
Edmée Deletraz, agent de liaison de Groussard, est aussi arrêtée avec du courrier à la blanchisserie de la rue Béchevelin. Mais Moog pense l'avoir retournée et il la laisse repartir avec la promesse de servir la Gestapo à qui l'agent K.30 laisse cette souricière. Groussard ordonne à Edmée Deletraz de garder un pied dans la Gestapo, la plaçant dans la situation périlleuse d'agent triple. Des résistants, dont Bertie Albrecht, auront à en subir les conséquences.

#### Moog, agent de la Gestapo
Moog jouit désormais d'une flatteuse réputation tant auprès des services de l'Abwehr que de ceux du Sipo-S.D.
Ceci conduit le Sturmbannführer Hans Kieffer, de la section IV.E du B.D.S. de Paris, qui supervise toutes les sections IV E de France (Gestapo), à demander à Kramer de lui prêter K.30 (Moog), en raison d'une affaire à Lyon. Kramer — pourtant de l'Abwehr (rivale de la Gestapo) — entretient d'excellentes relations avec Kieffer, il accepte mais seulement à titre provisoire. En ce qui concerne K4 (Saumande), il lui donne l'ordre de faire le lien entre K.30 et lui-même pour rester informé et garder les commandes. En outre Moog lui adressera des rapports sur ses activités au S.D. de Lyon.
Au service de la section IV de Lyon, Moog installe son équipe au n° 1 de la rue Tête-d’Or. Il participe à nombre d’opérations contre la Résistance. Parmi les plus importantes, citons celle qui conduit à l'arrestation de Bertie Albrecht du réseau Combat, celle du commandant Léon Faye et la chute du réseau Alliance, celle du général Delestraint et enfin les arrestations de Caluire dont celle de Jean Moulin.
Moog et son équipe sont aussi impliqués dans les opérations lancées contre les maquis de l’Ain en février 1944 ainsi que dans les arrestations, exécutions sommaires et incendies qui se déroulent dans le Bugey.

## Disparition et procès
En 1977, le général André Devigny (directeur du « Service Action » du SDECE de 1965 à 1971), dans son livre Je fus ce condamné, le donnait pour mort dans un accident d'avion en Allemagne. D'autres publications font aussi état du décès de Robert Moog dans un accident d'avion sur l'aéroport de Fulda (Allemagne), en septembre 1944. Selon Mark Seaman, selon les sources, il a pu mourir en Allemagne soit dans un accident de voiture en 1944, soit dans un accident d'avion en 1945, ou disparaître avec deux valises de documents relatifs à la Résistance. Selon Tom Bower, cité par Mark Seaman, Klaus Barbie déclara, lors de son procès, que « tandis qu'il faisait du bon travail pour nous, il en faisait aussi du bon pour le camp d'en face » et « après que le siège de la Gestapo eut été bombardé en mai 1944, nous découvrîmes que Pierre (Moog) avait disparu avec deux valises pleines de documents ».
Le 21 décembre 1948, le tribunal civil de la Seine rend un jugement de divorce entre les époux Moog-Juhel. L'acte de divorce a mystérieusement disparu, la seule trace en est l'annotation en marge du registre de mariage. Robert Moog était donc vivant en 1948. Andrée Juhel se remariera dix mois plus tard avec un agent de police, et mourra en 2010, sans que jamais personne ne l'ait interrogée sur le sort de son ex-époux…
Lors d'un procès devant un tribunal militaire, à Paris, en juillet 1951, ses deux complices de l'Abwehr, René Saumande et André Morin, furent condamnés à mort puis fusillés. Robert Moog y est mentionné comme absent au procès, il fut condamné à mort par contumace. Selon Jacques Tcharny, la justice française lança un mandat d’arrêt international contre lui, sans résultat.

## Personnalité
Des divers témoignages concernant Moog, le plus fourni est celui que donne André Devigny dans son livre Je fus ce condamnépuisqu'il le rencontra pour la première fois en mars 1943 alors que Moog, contremaître à la Poudrerie de Toulouse, se faisait passer pour un sympathisant de la Résistance et que, selon Devigny, il avait gagné la confiance du lieutenant François Hitter, autre membre du réseau Gilbert et camarade d'André Devigny. André Devigny décrit alors : 

« Un homme d'une trentaine d'années, moyen de taille, carré d'allure, aux cheveux ondulés drus et blonds plantés bas sur le front, et des yeux très bleus » (...) « toujours là, prêt à aider, à conseiller, montrant en permanence le visage d'un patriote compétent et empressé. »

De son côté Jean-Paul Picaper donne de Robert Moog la description suivante :

« Très grand, très blond, les yeux très bleus, les oreilles décollées et le nez retroussé, Moog était impressionnant et, surtout, bien plus intelligent que Barbie. C’est à lui, probablement, que Barbie dut son titre de gloire : l’arrestation de Jean Moulin. »

Robert Moog arrêta André Devigny à Annemasse le 17 avril 1943, il participa aux violents sévices qui lui furent infligés pour le faire parler, puis à la chasse poursuite qui fut engagée lorsque Devigny parvint à s'évader. Avec le constat d'une très grande intelligence de l'action, hélas, dévoyée, Devigny poursuit :

« Sûr de lui, ambitieux, dur à en être sauvage, parlant couramment les deux langues, Moog détenait de plus une longue et solide expérience dans l'exercice du double jeu. Formé en Allemagne dans une école spécialisée, alors membre de la 5e colonne, il servit dans notre armée, au cours de la campagne 1939-40, comme agent de liaison motocycliste entre le P.C. d'un régiment et celui d'une division. La débâcle consommée, sous le couvert de réfugié alsacien, il s'installa tout d'abord sur la frontière franco-espagnole pour y surveiller et dénoncer les passages clandestins, puis à Toulouse où il fut engagé, je ne sais comment, comme contremaître à la poudrerie nationale, établissement en pleine activité, pôle d'attraction des services de  renseignements et d'action alliés dans lesquels il espérait bien s'introduire. Le contact avec Hitter, origine de la catastrophe qui s'abattit sur nous au début du printemps (1943) lui fournit l’occasion espérée.
Moog dépendait alors du capitaine Eugen Kramer, chef du bureau de l'Abwehr ou service de renseignements de la Wehrmacht, de Dijon. Ce dernier, sur la demande du haut-état major de la police, du renseignement et du contre-espionnage de Paris, plus précisément de Bömelburg, dut le mettre à la disposition du Kommando de Lyon. Barbie le connaissant pour avoir participé au démantèlement de notre réseau, l'avait sans doute réclamé. Passant ainsi de l'Abwehr au S.D. et parallèlement à la Gestapo, c'est-à-dire du service de l'armée régulière à celui de la police nazie d'Himmler, et changeant de secteur, l'agent K30 quitta le pseudonyme de Bobby pour prendre, avec en poche les papiers  du capitaine Bulard qu'il avait tué rue Béchevelin, celui de capitaine Pierre. Lyon accueillait un loup madré, avide, agressif, dangereux, le plus dangereux de l'abominable troupeau sévissant sur notre pays ; ses ravages allaient confirmer sa redoutable réputation. »

Dans l'évocation qu'il fait de son arrestation et de son interrogatoire, le 15 avril 1943, au château d'Esquiré, à Fonsorbes, dans la région toulousaine, par Robert Moog, Jean d'Aligny qui fut ensuite sévèrement interrogé et torturé au siège toulousain de la Gestapo, relate l'échange suivant : 

« Je lui dis : j’aime mieux être encore à ma place qu’à la vôtre parce que vous êtes Français et que vous jouez un bien vilain jeu ». Lui : « je ne suis pas Français ». Moi : « Oh, ne me racontez pas d’histoire, les Allemands ont toujours un peu d’accent qui permet de les déceler. Vous, vous n’avez pas ce fonds d’accent. Vous êtes un Français et le rôle que vous jouez là est ignoble. J’aime mieux encore être dans ma position que dans la vôtre. » Ce type ne m’a pas plu. Je l’ai vu une ou deux fois pendant mon interrogatoire et c’est tout. Jamais il ne m’a battu. »

Jacques Baynac le décrit comme « un individu séduisant, rusé, entreprenant, sans scrupules. Grand manipulateur, il a du se sentir très à l’aise dans son rôle d’espion ».
Après la guerre, Kramer le décrira comme un bel homme aimant les femmes. Selon Gérard Chauvy, Moog avait une maîtresse, Mauricette Eychenne. Vendeuse, à la succursale du Bon Marché, à Toulouse, elle se lia avec une collègue, l'épouse de Moog, qui lui fit connaître son mari. Robert Moog logea chez elle, rue du Général Taupin, à Toulouse, après s'être séparé de sa femme. Elle fut appelée à témoigner au procès militaire où elle se montra « fort peu prolixe »,.